# Planaeschna cucphuongensis
Planaeschna cucphuongensis là loài chuồn chuồn trong họ Aeshnidae. Loài này được Karube miêu tả khoa học đầu tiên năm 1999.